# بوبي هوبكينسون
بوبي هوبكينسون (بالإنجليزية: Bobby Hopkinson)‏ هو لاعب كرة قدم بريطاني، ولد في 3 يوليو 1990 في بليموث في المملكة المتحدة. لعب مع نادي ألدرشوت تاون ونادي فارنبوروه.

## وصلات خارجية
- بوبي هوبكينسون على موقع قاعدة بيانات كرة القدم.إي يو (الإنجليزية)
- بوبي هوبكينسون على موقع Soccerbase.com (لاعب) (الإنجليزية)